# Felce
Felce ist eine Gemeinde in der Hügellandschaft Castagniccia auf der französischen Mittelmeerinsel Korsika. Sie gehört zum Département Haute-Corse, zum Arrondissement Corte und zum Kanton Castagniccia. Die Bewohner nennen sich Figliaschi. Der Dorfkern liegt auf durchschnittlich 800 Metern über dem Meeresspiegel.

## Nachbargemeinden
- Valle-d’Orezza im Nordwesten,
- Parata im Norden,
- Santa-Reparata-di-Moriani im Nordosten,
- Valle-d’Alesani im Südosten,
- Tarrano im Südwesten.

## Bevölkerungsentwicklung
| Jahr      | 1962 | 1968 | 1975 | 1982 | 1990 | 1999 | 2008 | 2012 |
| --------- | ---- | ---- | ---- | ---- | ---- | ---- | ---- | ---- |
| Einwohner | 100  | 81   | 75   | 72   | 33   | 43   | 50   | 52   |

## Sehenswürdigkeiten
- Kirche Saint-Come et Saint-Damien
- Kapelle Notre Dame des sept douleurs

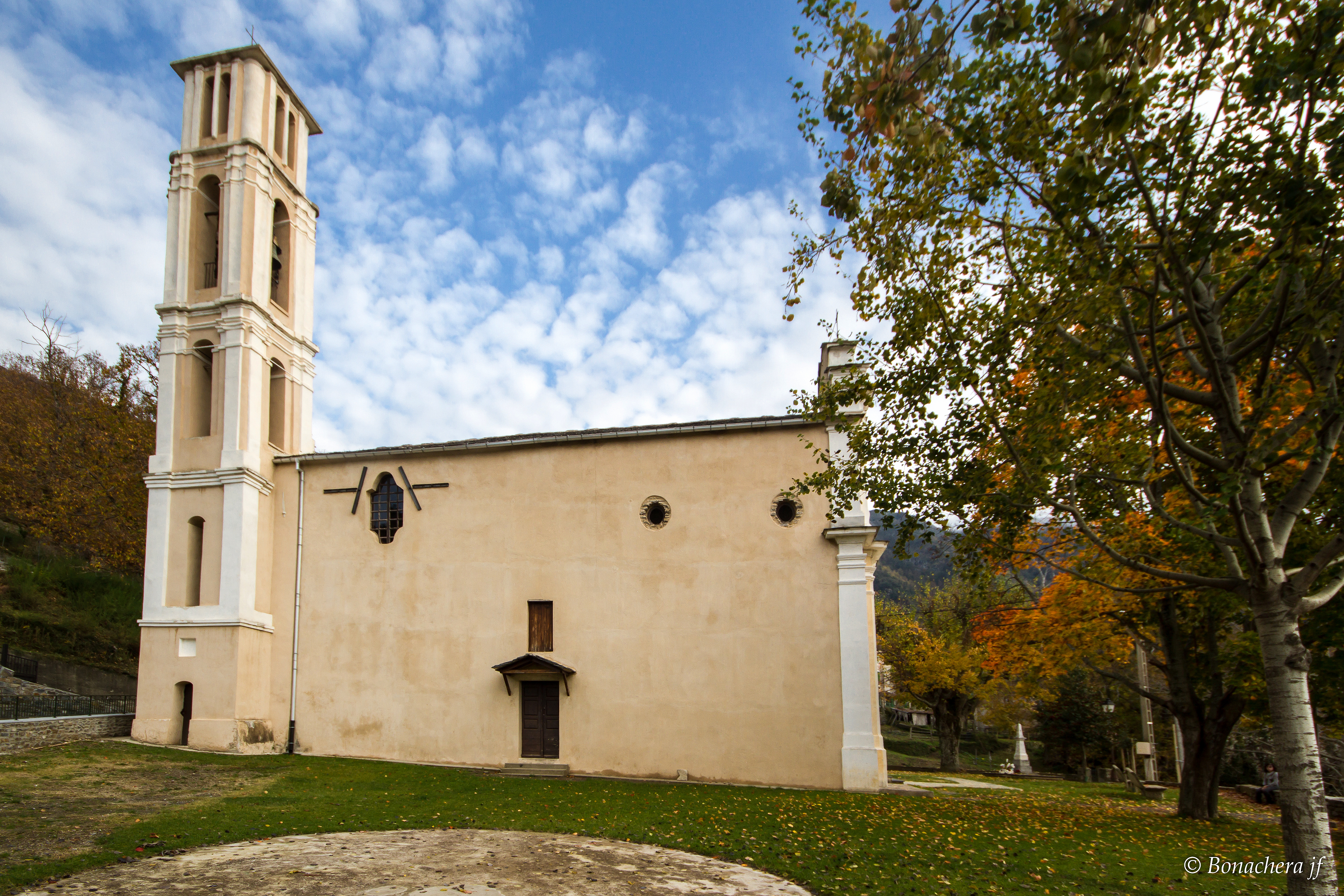
Kirche Saint-Come et Saint-Damien

- Kapelle Saint-Joseph